# Pazirik

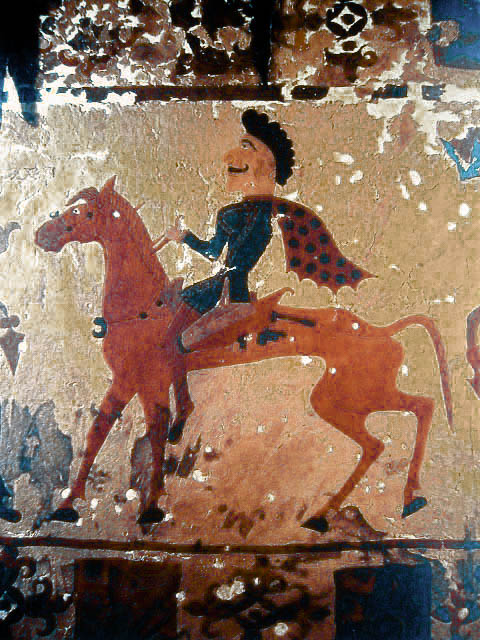
Genet en un objecte pazirik, cap a l'any 300 ae

Pazirik (en rus: Пазырык) és el nom d'un antic poble nòmada d'origen escita que va viure al massís d'Altai, Rússia (prop de les actuals fronteres de la Xina, Kazakhstan i Mongòlia).
En aquesta part de l'altiplà d'Ukok s'han trobat molts túmuls antics de l'edat del bronze coberts amb grans pedres. Aquests espectaculars enterraments de la cultura pazirik són d'origen escita. El terme kurgan, paraula d'origen turquès, s'utilitza generalment per denominar-los. Està inclòs per la Unesco dins del conjunt denominat Muntanyes daurades d'Altai com a Patrimoni de la Humanitat.
Els paziriks eren una cultura de l'estepa: pastoril, nòmada i eqüestre. S'hi produí una diferenciació social per l'acumulació individual de riqueses gràcies al comerç amb Pèrsia, l'Índia i la Xina.

## Descobriments
Les primeres tombes les excavà l'arqueòleg Serguei Rudenko als anys 1920. Tot i que moltes tombes ja havien estat saquejades en èpoques anteriors, Rudenko hi va trobar cavalls soterrats, i amb ells robes de muntar extraordinàriament preservades, feltre i estores de llana, incloent-hi l'estora més antigadel món, un carro fúnebre de quatre rodes i tres metres d'alt del segle V ae i altres esplèndids objectes que havien sobreviscut a la destrucció. Aquestes troballes s'exhibeixen al Museu de l'Hermitage de Sant Petersburg.

### Cap pazirik
La troballa més impactant de Rudenko fou el cos d'un cap pazirik tatuat: un home de constitució poderosa que va morir amb uns cinquanta anys. Algunes parts del cos s'han deteriorat, però la major part del tatuatge és encara visible. Algunes recerques amb fotografia infraroja van revelar que estaven tatuats els cinc cadàvers descoberts als kurgans pazyryk. No s'han trobat instruments específicament dissenyats per al tatuatge, però els pazyryk disposaven d'agulles extremament fines amb què realitzaven brodats en miniatura, i eren aquestes les que probablement farien servir per al tatuatge.
El cap havia estat cobert amb una elaborada sèrie de dissenys que representaven una gran varietat d'animals fantàstics. El tatuatge millor preservat és el del braç dret, amb imatges d'un ruc, un argalí, dos cérvols molt estilitzats amb banyes i un animal carnívor imaginari. Dos monstres que representen grius li decoraven el pit, i al braç esquerre, unes imatges parcialment destruïdes semblen dos cérvols i una cabra salvatge. Al davant de la cama dreta, un peix se li estén des del peu fins al genoll. Un monstre al peu esquerre i a la canyella hi ha quatre carners que corren tocant-se els uns als altres per formar un disseny únic. La cama esquerra també té tatuatges, però no es veuen amb claredat. A més a més, l'esquena està tatuada amb una sèrie de petits cercles alineats amb la columna vertebral. Aquest tatuatge li'l farien amb finalitats terapèutiques. Les tribus siberianas hui encara fan tatuatges semblants per alleugerir el dolor d'esquena.

### Princesa d'Ukok

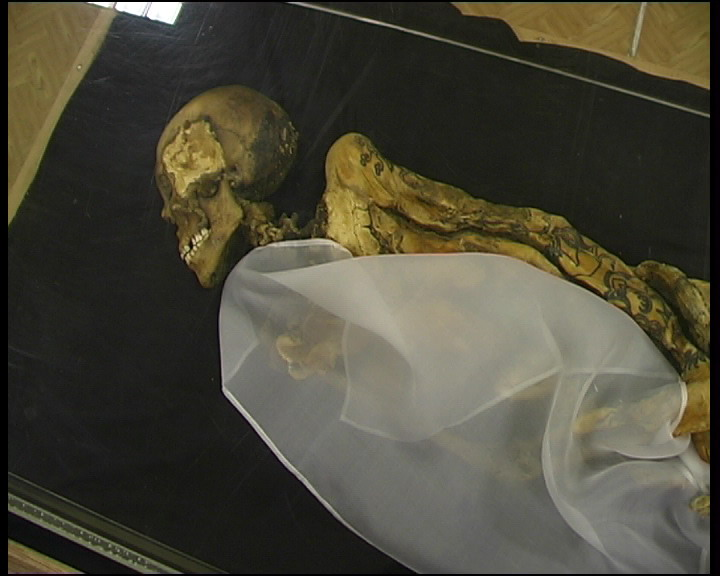
Princesa d'Ukok, s. V ae

L'enterrament pazyryk sense alterar més famós és sense dubte la "princesa d'Ukok", trobada per l'arqueòloga russa Natalia Polosmak al 1993.